# Phare d'Isolotto della Maddalena
Le phare d'Isolotto della Maddalena (Italien : Faro di Isolotto della Maddalena) est un phare situé sur une petite île devant le port d' Alghero dans la province de Sassari (Sardaigne), en Italie.

## Histoire
Le phare a été construit en 1940 sur la petite île de Isolotto della Maddalena (it). Le phare est entièrement automatisé, alimenté par une unité solaire.

## Description
Le phare  se compose d'une tour cylindrique en béton, de 6 m de haut, avec balcon et lanterne. La tour est peinte en rouge, le balcon et la lanterne en blanc et le dôme de la lanterne est gris métallisé. Il émet, à une hauteur focale de 10 m, un éclat rouge toutes les 5 secondes. Sa portée est de 4 milles nautiques (environ 7.5 km).
Identifiant : ARLHS : EF-1415 - Amirauté : E1122 - NGA : 8284 .

## Caractéristique dufeu maritime
Fréquence : 5 secondes (R)
- Lumière : 1 seconde
- Obscurité : 4 secondes

### Lien connexe
- Liste des phares de la Sardaigne